# هاني جمال عبد الناصر
هاني جمال عبد الناصر لاعب كرة قدم مصري في مركز حراسة المرمى ، ويلعب حاليًا لنادي الأوليمبي.